# 菲利普·斯塔辛斯基
菲利普·斯塔辛斯基（波蘭語：Filip Starzyński；1991年5月27日—）是一位波蘭足球運動員。在場上的位置是攻擊型中場。他現在效力於波蘭足球甲級聯賽球隊羅切霍茹夫足球俱樂部。他也代表波蘭國家足球隊參賽。